# Pierre Groult
Pierre Groult (* 29. März 1895 in Lessines; † 11. April 1968 in Löwen) war ein belgischer Romanist und Hispanist.

## Leben und Werk
Groult studierte an der Katholischen Universität Löwen katholische Theologie und wurde 1920 zum Priester geweiht. Dann studierte er Hispanistik bei Alphonse Bayot und promovierte mit der Arbeit Les Mystiques des Pays-Bas et la littérature espagnole du XVIe siècle (Löwen 1927; spanisch: Los místicos de los Paises Bajos y la literatura espiritual española del siglo XVI, Madrid 1976). Nach einer Zeit der Lehre an der École Normale in Braine-le-Comte war er ab 1937 (als Nachfolger seines Lehrers) Professor an der Katholischen Universität Löwen. Dort gründete er 1947 die Zeitschrift Les lettres romanes und 1951 das „Centro de Estudios hispánicos“.

## Weitere Werke
- (Hrsg. mit V. Emond) Anthologie de la littérature française du Moyen Age des origines à la fin du XIIIe Siècle, 2 Bde., Gembloux  1942–1943, 4. Auflage, Löwen 1987
- (Hrsg. mit Alphonse Bayot) Bonino Mombrizio, La Légende de Sainte Catherine d'Alexandre. Poème italien du XVe siècle, Gembloux 1943
- La Formation des langues romanes, Tournai/Paris 1947
- (Hrsg. und Übersetzer) Anthologie de la littérature spirituelle du XVIe siècle, Paris 1959
- Literatura espiritual española. Edad media y renacimiento, Madrid 1980  (gesammelte Schriften)
- (mit V. Émond und G. Muraille) Dictionnaire de la langue du Moyen Âge, Montreal 2003